# Mahjong (jeu vidéo)
Pour les articles homonymes, voir Mahjong (homonymie).
Mahjong (麻雀, Mājan) est un jeu vidéo de mah-jong sorti en 1983 sur Famicom, puis ressorti en 1986 sur Famicom Disk System. Le jeu a été développé et édité par Nintendo. Il est uniquement sorti au Japon.

## Système de jeu
C’est un jeu de mah-jong utilisant les règles japonaises dites « reach mahjong ». Les limitations techniques de l'époque ont limité le nombre de joueurs à deux (le joueur et l‘intelligence artificielle) et donc les règles ont été adaptées pour deux joueurs.
Trois niveaux de difficultés peuvent être choisis.